# Сврљишко-нишавски партизански одред
Сврљишко-нишавски партизански одред основан је 15. септембра 1941. године на Језерским појатама (код Сокобање) од 30 бораца Озренског НОП одреда, чије су базе биле на Сврљишким планинама.

## Прилике у Југославији које су претходиле оснивању одреда
После слома Краљевине Југославије у априлском рату 1941. године влада Немачке дозволила је фашистичкој влади Бугарске да припоји део источне и југоисточне Србије, који је обухватао пиротски и врањски округ и део измећу реке Тимока и границе код Зајечара. Преносећи упутства министра спољних послова Немачке, Генералштаб Врховне команде Вермахта обавестио је 11. маја 1941. године бугарску команду да може окупирати територију Србије до линије: Кална (2 км западно)—Пирот (10 км западно)—село Понор— —Бабушница—Врање. Сва поменута места припадала су Бугарској. Сем тога, бугарска војска је јуна исте године преузела обезбећење железничке пруге Ниш—Пирот и Ниш—Скопље.
Ниш као један од главних саобраћајних чворова на Балканском полуострву и као административно-политички, привредни и културни центар источне и југоисточне Србије одрећен је у склопу окупационог система за седиште Обласне војноуправне команде — Фелдкомандантуре ( 809. Она је под својом командом имала окружне војноуправне команде — Крајскоман- дантуре (Кге1зкоттапс1ап1;иг) 857 у Зајечару и у Лесковцу са командама места — Ортскомандантурама у Неготину, Белој Паланци, Власотинцима, Прокупљу и Куршумлији.
Позив КПЈ за устанак наишао је на одобравање народа нишког округа, а посебно на расположење за борбу против окупатора које је испољила радничка
омладина. Ово је омогућило ОК КПЈ Ниша да већ 2. августа 1941. године, на планини Озрен код Алексинца, формира Озренски народноослободилачки партизански
одред, а сутрадан и Топлички партизански одред у Ајдановцу на падинама Јастрепца. За непун месец и по дана након стварања Озренски партизански одред је нарастао на преко 110 бораца. У некнм селима формирао је и месне партизанске десетине.

## Оснивање и активности одреда до његовог расформирања
У таквим условима 15. септембра 1941. године код Језерских појата, најужним падинама планине Девице — срез сврљишки, формиран је Сврљишко-нишавски народноослободилачки партизански одред од 30 бораца Озренског НОП одреда. Одреду је додељено оперативно подручје источно од Ниша уз Нишаву с једне и друге стране, све до бугарске старе границе иза Пирота. 
Његовом основању и наоружавању, августа 1941. године претходила је акција Скојевске организације железничке радионице у Нишу, којој је након отварања вагона на железничкој станици у Нишу отела неколико пушака. Потом су прве веће количине оружја (13 пушака и 6 пушкомитраљеза), муниције, санитетског материјала, одеће и обуће за потребе оснивања Сврљишко-нишкавског партизанског одреда стизале везам а Момчила Борћевића преко Гњилана, Суводола и Клисуре до Беле Паланке и преко Клисуре, Букуревца, Доњег и Горњег Риња до испод Зеленог Врха, где је на Голањским појатама била база Сврљишко-Нишавског партизанског одреда, те везама Предрага Бошковића преко Беле Воде и Ресника до Заплања. Многи омладинци били су наоружачи и спремни да сваког часа крену у Одред. 
Сврљишко-нишавски одред се преко Сврљишких планина и реке Нишаве убрзо након оснивања пребацио у Заплање, где је 23. септембра код села Доњег Душника напао немачки потерни одред (артиљеријски дивизион).
У фази распламсавања оружане борбе с краја 1941. године, четнички одреди Косте Миловановића Пећанца одбили су позив КПЈ и партизанских одреда за заједничку борбу против окупатора и домаћих издајника. Стављајући се на располагање Немцима и Недићевој влади. У таквој ситуацији Озренски, Сврљишко-нишавски
и Књажевачко-бољевачки партизански одред су, према директиви ОК КПЈ Ниша и Зајечара, средином октобра 1941. приступили разоружавању Пећанчевих четника и до краја новембра ликвидирали су: Озренски, Сврљишки, Сићевачки, Параћински и Височки четнички одред и још неколико мањих четничких група по селима. У партизанске редове је тада добровољно ступило десетак дотадашњих четника. Остаци Недићевих жандарма и део четника повукли су се у веће гарнизоне које је држао окупатор.
Како су од почетка устанка па до пред крај новембра 1941. године партизански одреди ОК Ниша постигли велики усиех у борби против окупатора и домаћих издајниика: створена је велика слободна територија на простору северно од Нишаве. У око 80% сеоских општина је потпуно паралисан рад општинске кваслиншке власти, а уместо њих у неким селима формирани су први народноослободилачки одбори (НОО) и месне партизанске десетине у којима се налазило преко 200 бораца. 
Приливом новог људства одреди су нарасли: Озренски на 104 борца и Сврљишко-нишавски на око 130 бораца, док је на терену радило преко 20 партијско-политичких
радника. У Сврљишким планинама на Зеленом врху формирана је партизанска база где је склоњено заплењено оружје, муниција, експлозив и други ратни материјал
Након што је 27. новембра 1941. године Озренски партизански одред код села Јошанице (сокобањски срез) доживео тежак пораз у борби са припадницима одреда из састава Српске добровољачке команде, (Љотићев „Збор”) изгубивши при томе 39 бораца мећу којима и штаб одреда, слична судбина задесила је 12. децембра, Сврљишку партизанску чету Сврљишко-нишавског одреда у борби против Немаца и четника код села Кренте, заглавски срез, која је такође изгубила 10 бораца са др Миленком Хаџићем, лекаром из Сврљига, и четири члана КПЈ.
Сврљишко-нишавски и Књажевачко-бољевачки партизански одред затекли су се почетком 1942. године у бази на Сврљишким планинама у рејону Зелени врх, а затим се пребацили на подручје Горњи и Доњи Рињ, срез белопаланачки, где су 15. и 16. јануара одржали партијску конференцију и конференцију СКОЈ-а. После конференције главнина Сврљишко-нишавског одреда (штаб одреда и 2. чета) и Књажевачко-бољевачки партизански одред пребацили су се 23/24. јануара 1942. на леву обалу Нишаве и преко белопаланачког среза отишли у Заплање. Тамо су успоставили везу с Бабичким партизанским одредом. Штабови одреда су се договорили да Сврљишко-нишавски одред поседне подручје Суве планине, са седиштем у Великом Крчимиру, са задатком да затвара правце из долине Нишаве, а Бабички одред шире подручје планине Бабичке горе и Крушевице и затвори правце из долине Јужне Мораве.
Тако је у то време створена слободна територија измећу Јужне Мораве и Нишаве на којој је почела да функционише народноослободилачка власт са свим
својим органима. 
Немачка команда Југоистока, бојећи се да у пролеће 1942. године не дође до општег устанка у Србији, предузела је мере за уништење партизанских одреда на простору јужно од Нишаве и западно од Јужне Мораве. За извршење овог задатка ангажовала је јаче бугарске снаге, добровољачке одреде и четничке одреде Косте Пећанца. Напад на слободну територију Заплања и Бабичке горе из правца Власотинца, Лесковца. Ниша и Беле Паланке почео је 21. фебруара 1941. године. После двонедељних жестоких борби, уз обостране тешке губитке, Књажевачко-бољевачки, а затим и главнина Сврљишко-нишавског партизанског одреда пребацили су се на Сврљншке планине, док се Бабички партизански одред повукао у Црну Траву и делом у Топлицу.
После повлачења из Заплања преко Нишаве 14. марта у рејону села Копајкошаре западно од Сврљига поново су се састали Озренски, Сврљишко-нишавски и Књажевачко-бољевачки партизански одреди. Укупно је било око 300 бораца. Одмах су предузели напад на четничке и љотићевске добровољачке одреде, а 24. марта напали су гарнизон Српске државне страже у Ражњу. Те акције, као и друге у априлу и мају, озбиљно су забринуле Немце. Због тога је, према наређењу немачке команде Југоистока, 25. јуна бугарска 21. пешадијска дивизија предузела напад на поменуте партизанске одреде на простору северно од реке Нишаве с циљем да их потисне ка бугарским посадама у долини Нишаве и ту уништи. Мећутим, партизански одреди су се благовремено извукли из угроженог подручја, па су Бугари, озлојећени неуспехом, починили тешке злочине над невиним народом у сокобањском, књажевачком, сврљишком и једном делу белопаланачког среза.
Убацивањем шпијуна на терен и врбовање бивших четника и прочетничких елемената за борбу против НОП-а, непријатељ је успео да у мају и јуну 1942. године преваром убије неколико руководилаца у сврљишком крају, а међу њима и командант Сврљишко-нишавског одреда Радоје Вујошевић Ристу. Убрзо затим су под непосредним руководством Милана Аћимовића, министра унутрашњих послова Недићеве владе, 12. јула уследиле нове акције против партизанских одреда на подручју ОК КПЈ Ниша и Зајечара. Око 2.000 припадника љотићевог „Збора” и одреда СДС предузело је напад у два правца: према Сврљишким планинама против Сврљишко-нишавског одреда и према Озрену против Озренског партизанског одреда. 
Сврљишко-нишавски одред, јачине око 100 бораца, 12. јула нашао се у рејону села Лалинци — западно од Сврљига. Пошто је у овом рејону оставио 13 својих бораца са политичким комесаром одреда Данилом Прицом Бором, штаб одреда је 14. јула упутио 2. чету (36 бораца) преко Зеленог врха на пиротски терен, док се он са 1. четом (60 бораца) пребацио на леву обалу Нишаве, у белопаланачки срез, где је 17. јула разбио четнички горски штаб нишког центра покрета ДМ код села Космовца.
Необавештен довољно о стању на десној обали Нишаве, штаб одреда се несмотрено са 1. четом 24. јула вратио на Сврљишке планине, где су на Зеленом врху упали у непријатељске редове измећу Љотићевских одреда и одреда СДС и бугарских јединица. У борбама 26. и 27. јула одред је потпуно разбијени. Само двадесеторици партизана пошло је за руком да се пробију из обруча. 
Почетком августа поједини заврбовани партизански борци (бивши четници) убили су комесара Данила Прицу и Видена Тасковића Мргуда, а Миодрага Јоксовића Сарајлију предали Немцима. Само два дана касније друга група издајника ухватила је на превару команданта одреда Василија Анћелковића Албанца и политичког комесара 1. чете Неофита Стојанова Ломског и још неколико партизана и предала их Немцима, а Ломског Бугарима.

## Разбијање и реорганизација одреда
Тпком 12. децембра 1941. године, кад се Сврљишка чета спремала за покрет, две партизанске патроле известиле су штаб чете да ка селу крећу две колоне четника и Немаца. Руководство чете одлучило је да прихвати борбу, што се показало погрешном одлуком. Четници су у трку заузели сеоско гробље, које је доминирало околином. Партизани су остали на чистини и били изложени убитачној ватри. Покушали су да заузму гробље и разбију четнике и Немце, али нису успели. У таквој ситуацији издато је наређење о повлачењу. То су Немци искористили и напали партизане аутоматима. Један број бораца ухватила је паника и није слушао команду. Борба је трајала два часа и у њој је изгубило живот 10 бораца, међу којима и начелник штаба Сврљишког одреда, др Миленко Хаџић.
Разбијањем Сврљишко-нишавског партизанског одреда и повлачењем Озренског одреда по групама према Ражњу и Алексинцу, а Тимочког одреда на свој терен слободна територија северно од Нишаве поново је запоседнута јаким окупаторским и квислиншким снагама које су предузеле нечувени терор над недужним народом, нарочито у сврљишком, сокобањском и једном делу белопаланачког среза. 
У таквој ситуацији, када су и везе са ПК КПЈ за Србију биле у прекиду, ОК КПЈ за Зајечар је у другој половини октобра одобрио да се од преосталих партизана Сврљишко-нишавског одреда, који су успели да избегну уништење, нишке групе Озренског одреда и Тимочког одреда формира један одред, на чије чело је постављен Конрад Жилник Слободан, па је одред (познат као Тимочки) био у стању да настави акције против окупатора и квислинга на простору Ртањ—Књажевац.

## Значај пиротског краја за попуну одреда
Прву групу - у којој су били Стратимир Борћевић, машинбравар из Блата, Божидар Живковић Риги, обућарски радник из Суводола, Миливоје Николић Дуган, ученик гимназије из Гњилана, Александар Нешић, возач из Пирота, Најдан Ристић Баволче из Црноклишта и Боривоје Јовановић Смутни, авијатичар из Сопота - довео је Предраг Бошковић Павле у Сврљишко-нишавски одред крајем септембра или почетком октобра. 
Истог месеца, у Одред је стигла и друга група у којој су били: Анђелко Панић Голуб, граћевински радник из Јеловице, Драгутин Манић Катранџија, земљорадник из Великог Села и Добросав Митровић Џаџа, земљорадник из Иустице. 
До краха 1941. Сврљишко-нишавском одреду прикључило се још 13 бораца из пиротског краја: Божидар Голубовић Паја, обућарски радник из Гњилана, Тихомир Борћевић Дика, земљорадник из Црног Врха, Витомир Ранћеловић Моравац, печалбар из Рагодеша, Петар Игњатовић Лозовски, поткивачки радник из Гњилана, Добрица Картаљевић звани Душко Пужа, обућарски радник из Пирота, Добросав Јовановић, земљорадник из Гостуше, Јован Илић, земљорадник из Засковаца, Миодраг Мијалковић Мићенко, гимназијалац из Гњилана, Јован Николић Јоца, кожарски радник из Пирота, Иван Петровић Ванко, земљорадник из Засковца, Ратко Тошић Бојовић, подофицир из Рагодеша, Жика Антић Ботев, правник из Сукова и Тихомир Панчић, земљорадник из Рагодеша. 
Прилив бораца не престаје ни у изузетно тешкој 1942. години, па неке од новопристиглих штаб Одреда враћа у њихов завичај ради даљег замаха и јачања народноослободилачког покрета у пиротском крају, и Горњем понишављу.
Крајем марта 1942. године, на састанку активиста из Пирота, на Сарлаху, формиран је први одбор народноослободилачког фронта за град, а ствари актив фонда прераста у Одбор НОФ-а са нешто измењеним саставом. Чланови тог одбора били су: Момчило Борћевић, Драган Костић, др Јован Ристић, Ратко Игњатовић, Борће Златковић и Станко Ристић. Задатак Одбора био је, да сем деловања у граду, обједињује рад свих организација и одбора НОП-а у селима, да брине о одабирању и упућивању нових бораца у Сврљишко-нишавски НОП одред, да организује прикупљање новца, одеће, обуће и друге опреме за потребе бораца и спречава одлазак омладине у радне јединице бугарске војске (зване трудовске). Захваљујући тако интензивној и организованој делатности, Сврљишко-нишавски НОП одред се и даље освежавао новим борцима из пиротског краја. Од фебруара до маја 1942. године, у време најжешћих непријатељских офанзива, када су извори попуне бораца, из крајева у којима Одред дејствује и боравио, готово пресахли, из Пирота се најпре враћа у Одред осам другова који су по налогу штаба били упућени у свој завичај, ради помоћи активистима и теренским политичким радницима, а стижу и 23 нова борца. До маја 1942. године, у Сврљишко-нишавски НОП одред стигла су 62 борца из пиротског краја. Тако су 1/4 бораца чинили борци из пиротског краја.

## Народни хероји
- Јован Митић Ђорђе
- Сретен Младеновић Мика
- Миленко Хаџић